# 8,9-脱氢雌酮
8,9-脱氢雌酮（英語：8,9-Dehydroestrone，Δ8-estrone）也称为异马烯雌酮（英語：isoequilin）是一种存在于马中的天然雌激素，半系统名：雌甾-1,3,5(10),8-四烯-3-醇-17-酮，estra-1,3,5(10),8-tetraen-3-ol-17-one。8,9-脱氢雌酮的3-硫酸酯是結合型雌激素（普立马）的成分之一，约占3.5%。8,9-脱氢雌酮在体内可转化成8,9-脱氢雌二醇，过程类似于雌酮转化成雌二醇。